# Distretto di Kalomo
Il distretto di Kalomo è un distretto dello Zambia, parte della Provincia Meridionale.
Il distretto comprende 22 ward:
- Bbilili
- Chamuka
- Chawila
- Chidi
- Chikanta
- Choonga
- Kalonda
- Kasukwe
- Luyaba
- Mayoba
- Mbwiko
- Mulamfu
- Nachikungu
- Naluja
- Namwianga
- Omba
- Siachitema
- Siamafumba
- Simayakwe
- Simwatachela
- Sipatunyana
- Zimba